# Tema da Sicília
O Tema da Sicília (em grego: θέμα Σικελίας) foi um tema (província civil-militar) bizantino que existiu do final do século VII até o século X e que abrangia a ilha da Sicília e regiões da Calábria na península Itálica. Após a conquista muçulmana da Sicília em 902, o tema se limitou à Calábria, mas manteve seu nome original até meados do século X.

## História
Desde a reconquista frente aos ostrogodos por Belisário em 535-536, a Sicília formava uma província sob um pretor enquanto que o exército local respondia a um duque. Um estratego (governador militar) aparece em fontes árabes pela primeira vez entre 687 e 695 e é por volta desta época que a ilha provavelmente se tornou um tema.
A capital do tema era Siracusa, tradicionalmente a cidade mais importante da Sicília. O território era dividido em distritos chamados de turmas e abarcava também o Ducado da Calábria (em grego: δουκᾶτον Καλαυρίας; romaniz.: doukaton Kalavrías), na península, que se estendia até o rio Crati. Além disso, o estratego da Sicília exercia alguma autoridade - que variava de acordo com a facção política prevalecente - sobre os ducados autônomos de Nápoles, Gaeta e Amalfi.
A conquista muçulmana da ilha começou em 826. Após a queda de Siracusa em 878 e a conquista de Taormina em 902, o estratego se mudou para Régio, a capital da Calábria. Na primeira metade do século X, os bizantinos enviaram diversas expedições fracassadas à região para tentar retomar o controle e defenderam uns poucos fortes isolados em Messina até 965, quando Rometa, o último deles, caiu. O posto de "estratego da Sicília" permaneceu, contudo, até meados do século X, quando "estratego da Calábria" começou a aparecer nas listas.